# Сесар Чавес
Сесар Естрада Чавес (на испански: César Estrada Chávez, на английски: César Estrada Chávez, произнасяно Сизър Чавез или Сизър Шавез) е американски фермер, профсъюзен деец, политически активист, правозащитник и борец за социални права. Той е американец от мексикански произход, национален герой на САЩ.

## Биография
Роден е в семейство на мексикански имигранти. След като родителите му губят всичко по време на Голямата депресия, Чавес започва да работи в селскостопанска ферма на 10-годишна възраст. След като отбива военната си служба, се преселва в Калифорния. През 1952 г. започва своята правозащитна дейност в обществена организация за защита на гражданските права на имигрантите от Латинска Америка. След няколко години оглавява тази организация. През 1962 г. Сесар Чавес с помощта на още няколко души сформира Националната асоциация на селскостопанските работници (NFWA), профсъюз на селскостопанските работници, който днес носи името Обединение на селскостопанските работници (UFW). Прави три гладни стачки, няколко бойкота и протеста. Той защитава правата на работниците, иска по-добри условия на работа и се обявява против употребата на пестициди. Неговото мото е „Sí, se puede“, което на испански означава „Да, възможно е“, „Да, можем“, което служи и за вдъхновение и на предизборната кампания на Барак Обама с неговото мото „Yes, we can“. Днес паркове, училища, улици и библиотеки носят неговото име.
Умира през 1993 година, на 66 години в съня си, от естествена смърт, но по неуточнена причина.